# Parábola do Fermento

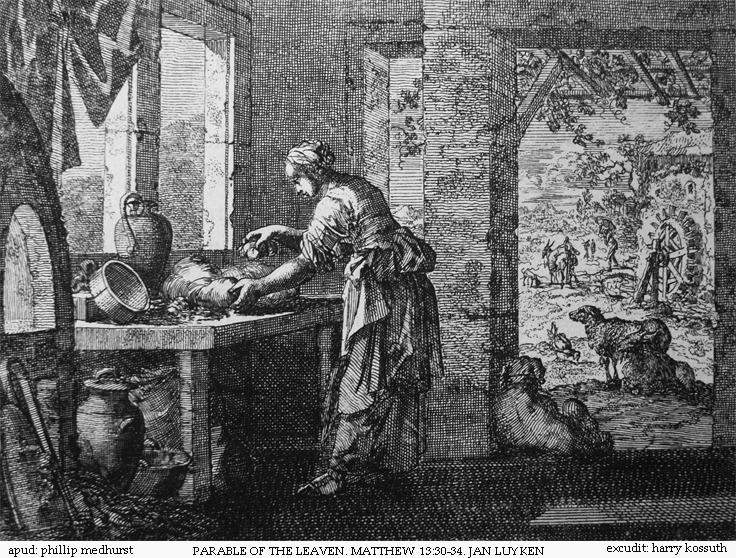
O Fermento.
Gravura de Jan Luyken na Bíblia de Bowyer.

A Parábola do Fermento é uma das mais curtas parábolas de Jesus. Ele aparece em dois dos evangelhos sinóticos do Novo Testamento. As diferenças entre Mateus 13:33 e Lucas 13:20–21 são pequenas e as duas parábolas podem ser derivadas da mesma fonte. Em ambos os evangelhos, ela segue imediatamente após a parábola do grão de mostarda, com quem compartilha o mesmo tema, o Reino de Deus que cresce de pequenos começos.
Uma versão da parábola também ocorre no apócrifo Evangelho de Tomé .

## Narrativa bíblica
Em Mateus:
| “ | «Ainda outra parábola lhes propôs, dizendo: O reino dos céus é semelhante ao fermento, que uma mulher tomou e escondeu em três medidas de farinha, até ficar toda ela levedada.» (Mateus 13:33) | ” |

Em Lucas:
| “ | «Disse-lhes mais: A que compararei o reino de Deus? É semelhante ao fermento, que uma mulher tomou e escondeu em três medidas de farinha, até ficar toda ela levedada.» (Lucas 13:20–21) | ” |

## Evangelho de Tomé
No Evangelho apócrifo de Tomé:
| “ | 96. O Reino do Pai é semelhante a uma mulher que tomou um pouco de fermento, misturou-o com a massa, e fez com ela grandes pães. Quem tem ouvidos para ouvir, ouça! | ” |
|   | — Evangelho de Tomé 96. |   |

## Interpretação
Esta parábola compartilha do mesmo sentido que a anterior, a parábola do grão de mostarda, ou seja, o crescimento forte do Reino de Deus a partir de pequenos começos. O resultado final é inevitável, uma vez que o processo natural de crescimento já começou.
Embora o fermento simbolize influências malignas em outras partes do Novo Testamento (Lucas 12:01),, ele não é geralmente interpretado dessa maneira nesta parábola. No entanto, alguns comentaristas vêem o fermento como reflectindo influências corruptas no futuro da Igreja.
Tal como acontece com Dracma Perdida, esta parábola é parte de um par, em que a primeira descreve a obra de Jesus em termos de atividades agrícolas de um homem e a segunda em termos das atividades domésticas  de uma mulher. Joel B . Green escreve que Jesus "pede às pessoas - homens ou mulheres, privilegiados ou camponeses, não importa - que entrem no domínio das mulheres e donas de casa do primeiro século para que ganhem uma nova perspectiva sobre o domínio de Deus. " 
A grande quantidade de farinha pode sugerir uma ocasião festiva planejada, pois o pão produzido poderia alimentar uma centena de pessoas.
A Bíblia de Jerusalém comenta a passagem por meio de um Nota de Rodapé, que afirma que:
| “ | Como o grão de mostarda e o fermento, o Reino tem começo modesto, mas grande e repentino desenvolvimento. | ” |

A Edição Pastoral da Bíblia comenta a passagem por meio de um Nota de Rodapé a Mateus 13:33, que afirma que:
| “ | A comunidade dos discípulos parece desaparecer no meio dos homens. Num segundo momento, porém, ela exerce ação transformadora no seio da sociedade. | ” |

A Bíblia do Peregrino comenta a passagem por meio de Notas de Rodapé a Mateus 13:33 e a Lucas 13:18–21, nas quais observa que:
1. trata-se de uma variante doméstica da Parábola do Grão de Mostarda;
2. sugere o ocultamento de uma minoria na massa e o contraste entre o tamanho e a eficiência;
3. quando considerada em conjunto com a Parábola do Grão de Mostarda, observam-se duas parábolas concisas (comparações simples, sem armação narrativa) que ilustram o dinamismo do Reinado de Deus e do anúncio da boa notícia, em um contexto no qual: a primeira contém uma alusão hiperbólica a o cedro magnífico referido em Ezequiel 17:22–24.

A Tradução Ecumênica da Bíblia comenta a passagem por meio de uma Nota de Rodapé a Mateus 13:33, na qual observa que:
1. trata-se de parábola que complementa a Parábola do Grão de Mostarda;
2. não se deve fixar o interesse na paciência exigida para que o levedo transforme a massa, mas no contraste entre a pequena quantidade de levedo e o grande efeito (crescimento da massa).